# 터슈카 버겐
터슈카 버건(Tushka Bergen, 1969년 10월 13일 ~ )은 오스트레일리아의 영화배우이다.
런던에서 태어났다.

## 영화
- 바이 바이 베이비 (2001년)
- 벚꽃 동산 (1999년) - 안야 역
- 지하 세계의 인디아나 존스 (1999, Journey to the Center of the Earth)
- 더블 라이프 (1995년)
- 위험한 정부 (1995년)
- 바르셀로나 (1994년)
- 스윙 재즈 (1993년)
- 랭글러 (1989년)
- 매드 맥스 3 (1985년)